# Pteromalus chlorospilus
Pteromalus chlorospilus är en stekelart som först beskrevs av Walker 1834.  Pteromalus chlorospilus ingår i släktet Pteromalus och familjen puppglanssteklar. Arten är reproducerande i Sverige. Inga underarter finns listade i Catalogue of Life.